# ステファーヌ・フェラーラ
ステファーヌ・フェラーラ（Stéphane Ferrara, 1956年12月25日 - ）は、フランスの俳優である。ステファン・フェラーラとも表記される。

## 来歴
フランス、イタリア中心に活躍する俳優であり、もっぱらB級映画が多い。日本では『ゴダールの探偵』とハリウッド絡みの『ドミノという女』で注目された。日本に入ってくる数は少ないものの、現在でもコンスタントに出続けている。

## 主な作品
| 公開年 | 邦題 原題                                        | 役名              | 備考 |
| ------ | ------------------------------------------------ | ----------------- | ---- |
| 1983   | パリ警視J Le Marginal                            | トニオ            |      |
| 1985   | ゴダールの探偵 Détective                         | ボクサー/タイガー |      |
| 1985   | 復讐のビッグガン Parole de flic                  | アベル            |      |
| 1987   | わが美しき愛と哀しみ Mon bel amour, ma déchirure | パトリック        |      |
| 1988   | キッス・オブ・ザ・タイガー Der Kuß des Tigers    | ピーター          |      |
| 1989   | ブリジット・ニールセンのドミノという女 Domino    | ポール            |      |
| 1991   | パプリカ Paprika                                 | ロッコ            |      |
| 1993   | 裸足のマリー Marie                               | パウロ            |      |
| 1994   | バルカン・ランナー La pista bulgara              | マーク            |      |